# 33 Armia (ZSRR)
33 Armia (ros. 33-я армия) – związek operacyjny Armii Czerwonej z okresu II wojny światowej.

## Historia
Armia została sformowana 16 lipca 1941 roku w Moskiewskim Okręgu Wojskowym z utworzonych w Moskwie dywizji pospolitego ruszenia składających się z ochotników, którzy nie zostali wcześniej powołani do wojska. Już 18 lipca została skierowana na front i w dniu 22 lipca zajęła pozycje obronne w rejonie na zachód od Możajska w składzie Frontu Możajskiej Linii Obrony.
W dniu 30 lipca armia została włączona w skład Frontu Odwodowego i przerzucona w rejon Spas-Demiańska zajmując pozycje obronne na linii Rżewsko-Wiaźmińskiej. W dniach od 3 do 13 października uczestniczyła w wiaziemskiej operacji obronnej. Od 13 października wchodzi w skład Frontu Zachodniego i w dniach 10–30 października bierze udział w Możajsko-Małojarosławskiej operacji obronnej, w dniu 24 października zatrzymuje wojska niemieckie na linii rzeki Nara. Na tej linii toczy zacięte walki, a w grudniu wspólnie z wojskami 5 Armii przeprowadziła kontrnatarcie mające na celu zdobycie Naro-Fomińska.
W okresie od grudnia 1941 roku do kwietnia 1942 roku bierze udział w kontrofensywie pod Moskwą, wyzwalając m.in. Naro-Fomińsk. Na początku lutego 1942 roku w ramach operacji rżewsko-wiaziemskiej dociera we współdziałaniu z 1 Gwardyjskim Korpusem Kawalerii do Wiaźmi i próbuje zająć miasto. W wyniku jednak kontrnatarcia wojsk niemieckich, większość oddziałów armii znalazło się w okrążeniu. Wraz z tymi oddziałami w okrążeniu znalazł się również 1 Gwardyjski Korpus Kawalerii i 1 Korpus Powietrznodesantowy. Zgrupowanie to prowadzi działania partyzanckie na tyłach frontu, w czasie tych walk w dniu 19 kwietnia 1942 roku zginął dowódca armii gen. por. M. Jefremow. Na początku czerwca 1942 roku większość zgrupowania przebiła się przez linię frontu i połączyła się z wojskami Frontu Zachodniego i Kalinińskiego.
W drugiej połowie 1942 roku wchodząc w skład Frontu Zachodniego zajmuje pozycje obronne na linii Gżatsk – Juchnow.
W dniach 2–31 marca 1943 roku wzięła udział wspólnie z 5 Armią Uderzeniową w operacji rżewsko-wiaziemskiej, w trakcie której uczestniczyła w wyzwoleniu 12 marca Wiaźmi. Ostatecznie osiągnęła na północny wschód od Jelni brzeg rzeki Ugry i przeszła do obrony.
W dniach od 7 sierpnia do 2 października 1943 roku uczestniczyła w operacji smoleńskiej, osiągając na początku października linię na Lenino do Drybina. Następnie prowadziła działania w ramach operacji mającej na celu zajęcie Orszy. W tym czasie 33 Armii została 7 października podporządkowana polska 1 Dywizja Piechoty im. T. Kościuszki, która wspólnie z 42 i 290 Dywizjami Strzeleckimi wzięła udział w bitwie pod Lenino. Następnie armia została wycofana z linii frontu w celu uzupełnienia.
Na przełomie 1943/1944 roku wzięła udział w ofensywie Frontu Zachodniego na kierunku Boguszewska i Witebska. W kwietniu 1944 roku została przerzucona na kierunek Orszy, gdzie prowadzi walki do czerwca 1944 roku. W dniach 23–28 czerwca bierze udział w operacji mohylewskiej, osiągając linię Dniepru w rejonie Szkłowa. Następnie bierze udział w operacji mińskiej w dniach 29 czerwca – 2 lipca likwidując otoczone na wschód od Mińska oddziały niemieckie.
Po zakończeniu operacji mińskiej przechodzi do drugiego rzutu 3 Frontu Białoruskiego i zostaje przerzucona na linię rzeki Niemen. Na przełomie lipca i sierpnia bierze udział w walkach o Kowno, a następnie dociera do granicy Prus Wschodnich. We wrześniu 1944 roku zostaje wycofana z linii frontu i przeniesiona w skład odwodu Naczelnego Dowództwa oraz skoncentrowana na południowy wschód od Białegostoku.
19 października 1944 roku włączona zostaje w skład 1 Frontu Białoruskiego. W składzie tego frontu bierze udział w operacji wiślańsko-odrzańskiej w dniach 14 stycznia – 14 lutego 1945 roku, uczestnicząc w wyzwalaniu m.in. Szydłowiec, Opoczno, Kalisz. Ostatecznie osiąga linię Odry, zdobywając przyczółek w rejonie Fürstenbergu.
W dniach 16 kwietnia – 8 maja uczestniczy w operacji berlińskiej, w tym w likwidacji wojsk niemieckich otoczonych na południowy wschód od Berlina. W dniu 6 maja czołowe oddziały armii osiągnęły linię rzeki Łaba w rejonie Dessau.
W sierpniu 1945 roku armia została przerzucona w rejon Smoleńska i rozformowana. Z jej dowództwa utworzono Smoleński Okręg Wojskowy.

## Dowódcy armii
- kombrig (gen. mjr) Dmitrij Onuprienko (1941)
- gen. por. Michaił Jefriemow[3] (1941 – 1942) (zginął)
- gen. armii Kirył Mierieckow (1942)
- gen. por. Michaił Chozin (1942)
- gen. por./gen. płk Wasilij Gordow (1942 – 1944)
- gen. por. Iwan Pietrow (1944)
- gen. por. Wasilij Kriuczenkin (1944)
- gen. por. Stiepan Morozow (1944)
- gen. płk Wiaczesław Cwietajew (1945)

## Struktura organizacyjna
Skład 16 lipca 1941:
- 1 Dywizja Pospolitego Ruszenia (60 Dywizja Strzelecka)
- 5 Dywizja Pospolitego Ruszenia (113 Dywizja Strzelecka – drugie formowanie)
- 9 Dywizja Pospolitego Ruszenia (139 Dywizja Strzelecka – drugie formowanie)
- 17 Dywizja Pospolitego Ruszenia (17 Dywizja Strzelecka – drugie formowanie)
- 21 Dywizja Pospolitego Ruszenia (173 Dywizja Strzelecka – drugie formowanie)[a]

Skład 25 grudnia 1944:
- 16 Korpus Strzelecki
  - 89 Dywizja Strzelecka
  - 339 Dywizja Strzelecka
  - 383 Dywizja Strzelecka
- 38 Korpus Strzelecki
  - 64 Dywizja Strzelecka
  - 95 Dywizja Strzelecka
  - 323 Dywizja Strzelecka
- 62 Korpus Strzelecki
  - 49 Dywizja Strzelecka
  - 222 Dywizja Strzelecka
  - 362 Dywizja Strzelecka
- 9 Korpus Pancerny
  - 23 Brygada Pancerna
  - 95 Brygada Pancerna
  - 187 Brygada Pancerna
  - 8 Brygada Zmechanizowana
  - 36 pułk czołgów ciężkich